# La compilation
La compilation è una raccolta del cantante italiano Riccardo Cocciante del 1994, destinata per il mercato estero. La raccolta ebbe particolar successo in Francia e in Belgio.

## Tracce
1. Le coup de soleil – 3:52
2. Il ricordo di un istante – 3:48
3. Pour elle – 4:27
4. Marguerite – 4:47
5. Au clair de tes silences – 3:21
6. Sincerité – 3:22
7. Si tu me revenais – 3:28
8. De temps qui passe en tempe qui passe – 3:24
9. Question de feeling – 3:43
10. Le coeur – 3:39
11. Il mio rifugio – 3:36
12. Le mot France – 3:21
13. Avec simplicité – 4:35
14. Sur la terre, elle et moi – 4:15
15. Petite Julie – 2:37
16. Quand un amour – 4:20
17. Vieille – 3:46
18. Clowns – 2:39

## Classifiche
| Classifica (1994-99) | Posizione massima |
| -------------------- | ----------------- |
| Belgio (Vallonia)    | 3                 |
| Francia              | 1                 |

### Classifiche di fine anno
| Classifica (1995) | Posizione |
| ----------------- | --------- |
| Belgio (Vallonia) | 100       |
| Classifica (1999) | Posizione |
| Belgio (Vallonia) | 8         |
| Francia           | 9         |